# Latrobe, Pennsylvania
Latrobe là một thành phố thuộc quận Westmoreland, tiểu bang Pennsylvania, Hoa Kỳ. Năm 2010, dân số của thành phố này là 8944 người.